# Rejon szewczenkowski (Kijów)
Rejon szewczenkowski (ukr. Шевченківський район) – jeden z prawobrzeżnych rejonów Kijowa, znajduje się w centralno-zachodniej części miasta.
Utworzony 4 kwietnia 1937, posiada powierzchnię około 270 km², i liczy ponad 233 tysięcy mieszkańców.
12 września 2008 Rejon Szewczenkiwski podpisał porozumienie o współpracy z warszawską dzielnicą Ursus.